# 土井利行
土井 利行（どい としつら）は、三河刈谷藩の第6代藩主。刈谷藩土井家9代。
文政5年（1822年）、第5代藩主土井利以の次男として生まれる。文政12年（1829年）11月に父が死去したため、文政13年（1830年）1月21日に家督を継ぐ。天保8年（1837年）10月15日に第12代将軍徳川家慶に拝謁し、12月16日に従五位下・大隅守に叙位・任官する。
しかし病弱で藩政を執れず、兄弟も早世するという家庭的にも不幸な中で、天保9年（1838年）9月10日に死去した。享年17。跡を養子の利祐が継いだ。

## 系譜
父母
- 土井利以

養子女
- 土井利祐 - 堀田正衡の次男
- 盈 - 土井利祐正室、土井利以の娘